# Opencorona
OPENCORONA är ett forskningskonsortium bestående av Karolinska Institutet, Folkhälsomyndigheten, Region Stockholm, Justus-Liebig-Universität Gießen, IGEA SPA, NorthX Biologics och ADLEGO BIOMEDICAL AB som med EU-finansiering arbetar för att utveckla ett vaccin mot Covid-19.  Projektkoordinator är professor Matti Sällberg.
Karolinska institutet utvecklar själva vaccinet och de övriga parterna i projektet ska bidra med kunskap inom sina expertområden. KI nämner att det för närvarande ser mest lovande ut med någon typ av DNA-vaccin. EU finansierar projektet med 3 miljoner Euro. En fas-1 studie ska pågå i 24 månader med början i april 2020.